# 인스브루크 대학교
인스브루크 대학교(독일어: Leopold-Franzens-Universität Innsbruck)는 1669년 설립된 오스트리아 티롤주의 대학교이다. 티롤 주 안에서 가장 큰 교육 시설이며 오스트리아 내 빈 대학교, 그라츠 대학교 다음으로 가장 큰 대학이다.
산에 대한 연구분야로 전 세계 세 번째 우위로 랭크되어 있다. 인스브루크 대학의 건물들은 도시 전체에 나뉘어 있어 한국과 같은 대학 캠퍼스는 존재하지 않으나 보타닉 가든이 존재하고 "Patscherkofel"의 꼭대기에 인스브루크 대학교 알프스 정원이 있다.

## 역사
1562년 예수회에서 설립한 중등교육기관이 1669년 신성 로마 제국의 황제 레오폴드 1세로 의해 4개부를 가진 대학교로 전환되었다. 그 후 1826년 황제 프란츠 요셉 1세는 이 곳을 인스브루크 대학교로 재 설립하였다. 2005년, 황제 프레드릭 2세와 콘라드 4세가 18세기 작성한 편지의 사본이 교내 도서관에서 발견되기도 했다.

## 학부
기존의 여섯 개의 학부를 대체하기 위해 다음의 15가지 학부가 신생되었다.
- 건축학부
- 생물학부
- 가톨릭신학부
- 화학과 약리학부
- 경제 통계 학부,
- 교육 학부
- 지리 및 대기 과학부,
- 인문 1 학부 (철학과 역사)
- 인문 2 학부 (언어 및 문학)
- 법학부
- 수학, 컴퓨터 과학 및 물리학부
- 심리학, 스포츠 과학부
- 학부정치 과학 및 사회학부

2004년 1월 1일부로 의학부는 대학내에서 분리되어 인스브루크 의과대학으로 설립되었다,

## 노벨상 수상자
- 한스 피셔, 화학자 (1881-1945)

인스브루크 대학 의화학 교수 역임. 1930년 노벨 화학상을 수상.
- 프리츠 프레글, 화학자 (1869-1930)

인스브루크 대학 의료 화학 교수 역임. 1923년 노벨 화학상 수상.
- 빅토르 프란츠 헤스, 물리학자 (1876-1959)

1936년 인스브루크 대학 방사선과 이사연구소장 역임. 같은 해 노벨 물리학상 수상.
- 아돌프 빈다우스, 화학자 (1876-1959)

인스브루크 대학 의료 화학 교수 역임. 1928년 노벨 화학상 수상.